# Dreamland (Joni Mitchell)
Dreamland è un album di Joni Mitchell del 2004.

## Tracce
1. Free Man In Paris - 3:03
2. In France They Kiss On Main Street - 3:19
3. Dreamland - 4:38
4. The Jungle Line - 4:24
5. Furry Sings The Blues - 5:06
6. You Turn Me On, I'm A Radio - 2:39
7. Carey - 3:04
8. Big Yellow Taxi - 2:17
9. California - 3:51
10. Help Me - 3:24
11. Nothing Can Be Done - 4:51
12. Dancin' Clown - 3:51
13. Come In From The Cold - 7:30
14. Amelia (Orchestral Version 2002) - 6:46
15. For The Roses (Orchestral Version 2002) - 7:29
16. Both Sides, Now (Orchestral Version 2002) - 5:46
17. The Circle Game - 4:51